# Grand Prix SAR La Princesse Lalla Meryem 2001
Il Grand Prix SAR La Princesse Lalla Meryem 2001 è stato un torneo di tennis giocato sulla terra rossa. È stata la 1ª edizione del Grand Prix SAR La Princesse Lalla Meryem, che fa parte della categoria Tier V nell'ambito del WTA Tour 2001. Si è giocato a Casablanca in Marocco, dal 23 al 29 luglio 2001.

## Campioni

### Singolare
Zsófia Gubacsi ha battuto in finale  Maria Elena Camerin con il punteggio di 1–6, 6–3, 7–6(5)

### Doppio
Åsa Svensson /  Ljubomira Bačeva hanno battuto in finale  María Emilia Salerni /  María José Martínez Sánchez con il punteggio di 6–3, 6(4)–7, 6–1